# Mads Christensen
Mads Christensen (Aalborg, Nordjylland, 6 de abril de 1984) es un ciclista danés.
Debutó como profesional en 2004 con el modesto equipo danés PH. En 2011 fichó por el equipo Saxo Bank Sungard en donde permaneció hasta 2013.
En el campeonato del mundo de 2004 consiguió la medalla de bronce en la prueba de ruta sub-23, solamente superado por Kanstantsin Siutsou y Thomas Dekker.

## Palmarés
2004
- 1 etapa del Ringerike G. P.
- 3.º en el Campeonato Mundial en Ruta sub-23

2010
- 1 etapa de la Flèche du Sud

2011
- 3.º en el Campeonato de Dinamarca Contrarreloj

## Resultados en Grandes Vueltas
| Carrera | Carrera         | 2004 | 2005  | 2006 | 2007 | 2008 | 2009 | 2010 | 2011  | 2012 | 2013  | 2014 | 2015 |
| ------- | --------------- | ---- | ----- | ---- | ---- | ---- | ---- | ---- | ----- | ---- | ----- | ---- | ---- |
|         | Giro de Italia  | —    | 142.º | —    | —    | —    | —    | —    | —     | Ab.  | 126.º | —    | —    |
|         | Tour de Francia | —    | —     | —    | —    | —    | —    | —    | —     | —    | —     | —    | —    |
|         | Vuelta a España | —    | —     | —    | —    | —    | —    | —    | 160.º | —    | —     | —    | —    |

―: no participa
Ab.: abandono

## Equipos
- PH (2004)
- Quick Step-Innergetic (2005)
- Barloworld (2006)
- Designa Køkken (2007-2009)
- Glud & Marstrand (2010)
- Saxo Bank (2011-2013)
  - Saxo Bank Sungard (2011)
  - Team Saxo Bank-Tinkoff Bank (2012)
  - Team Saxo-Tinkoff (2013)
- Cult Energy Vital Water[1] (2014)
- Riwal Platform (2015)